# André-Charles Boulle

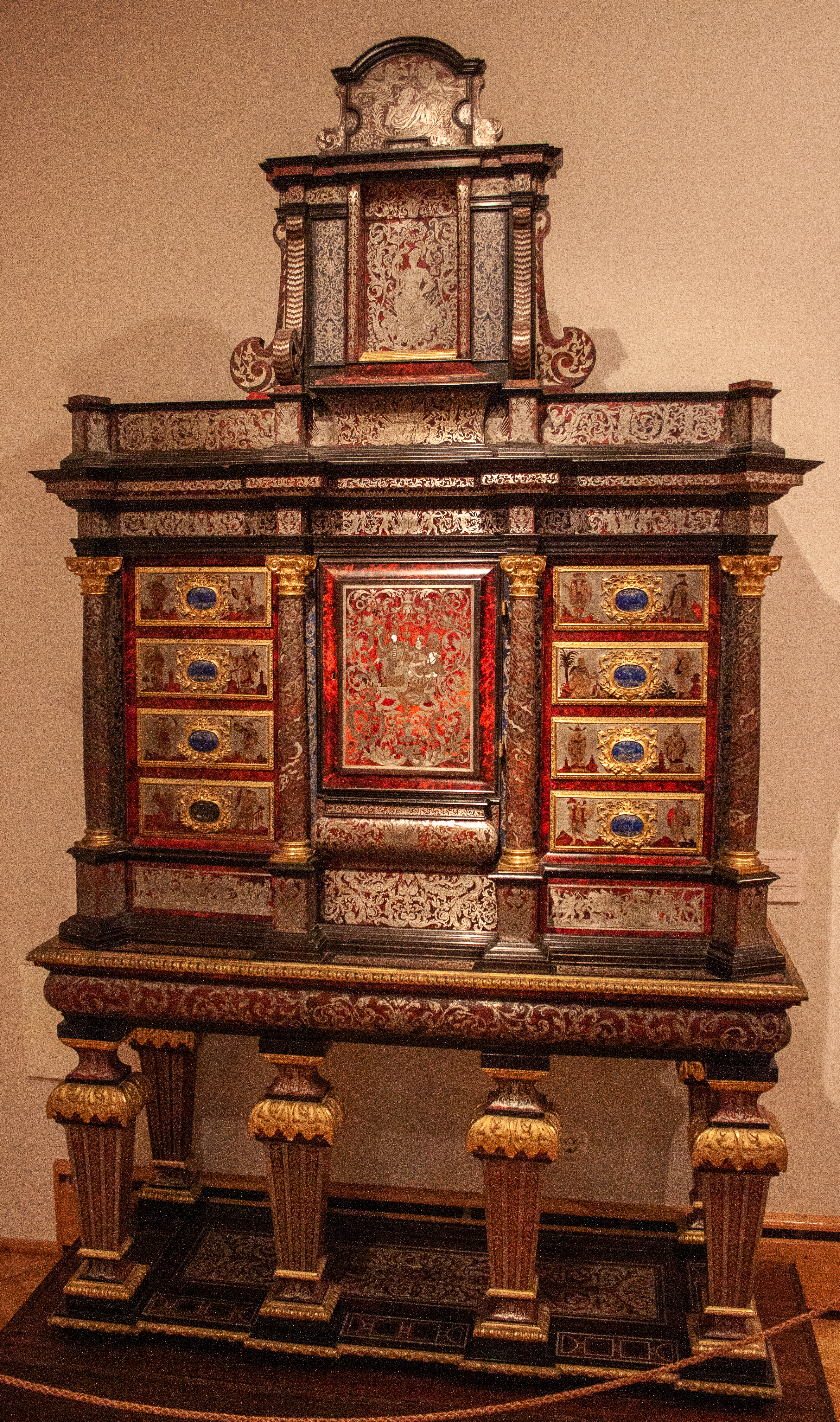
A hagyomány szerint Boulle ezen darabját XIV. Lajos ajándékozta Rákóczinak

André-Charles Boulle (más írásmóddal: Boule vagy Buhl; Párizs, 1642. november 11. – Párizs, 1732. február 29.) XIV. Lajos francia király leghíresebb bútorasztalos-művésze (ébéniste).

## Életrajza
Jean Boulle fiaként született Párizsban. Eleinte fafaragóként dolgozott egy műhelyben, melynek vezetője, Charles Le Brun nagy hatássa volt rá. 1664-ben átvette egy reims-i műhely vezetését, melynek élén 1676-ig állt. Közben 1672. május 21-én Colbert ajánlására, mint elismert ügyességű asztalos, aranyozó és véső, műhelyt kapott a Louvre palotában. Nehány évvel később a királyi ház asztalosává nevezték ki, a kinevező rendelet építésznek, vésőnek és szobrásznak mondja. Egy későbbi életrajz adatai szerint építő, festő, szobrász, mozaikkészítő, asztalos, betűrajzoló és bélyegvéső volt, vagyis olyan ember, aki a művészet számos ágában járatos, igazi művész volt. Neve 1673-tól kezdve gyakran előfordul a királyi építkezésekről szóló számadásokban. Így az említett évben és 1675-ben a havi fizetésen kívül, melyet mint a király asztalosa húzott, külön díjat kapott a királyné egyik szobájában készített emelvényért. A király fiának, a dauphin-nak a versailles-i palotában levő lakása számára készített bútorok és a faburkolatok valóságos csodái voltak a művészetnek és a király azokat büszkén mutogatta az idegen országok követeinek és fejedelmeinek. Ettől az időtől kezdve el volt halmozva megrendelésekkel és egy nagy bútorért nagy összegeket kapott. Így Samuel Bernard bankár egy íróasztalért 50 000 frankot fizetett. Ennek dacára a művész folytonosan pénzzavarokkal küzdött. Ehhez az is hozzájárult, hogy nagy szenvedéllyel gyűjtött metszeteket, rajzokat és egyéb művészeti tárgyakat, folyton vásárolt, anélkül, hogy fizetni bírt volna. Hitelezői 1704-ben szabadságvesztésre szóló ítéletet eszközöltek ki, és a fogság elől csak úgy menekült, hogy XIV. Lajos rá is kiterjesztette a Louvre palota sérthetetlenségét. 1720-ban tűz ütött ki műhelyében és elpusztította egész gyűjteményét, a munkában levő bútorokat, ennek következtében közel háromszázezer frank veszteség érte, s még szorultabb helyzetbe jutott, ami eltartott élete végéig. Négy fia inkább mint utánzó kézműves folytatta művészetét.

## Művészete

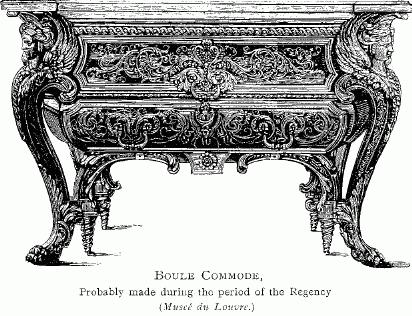
Boulle egyik komódjának rajza

Boulle maga is tervezett bútorokat, de kiváltképpen Jean Bérain és Domenico Cucci tervei szerint dolgozott. Különös súlyt fektetett a bútorok szobrászati diszítésére és ennek köszönhette sikerének nagyobb részét. A gonddal mintázott, bronzba öntött és megaranyozott szobrászati díszítménnyel a bútor szerkezeti tagoltságát emelte ki. A bútor felszínét békateknővel burkolta és ennek mezőibe sárgarézből készített arabeszk díszítményeket rakott, amelyeknek finom, gazdag, könnyed, sokszor negédes hajlású és mindig eredeti formái utolérhetetlen művészeti alkotások. E díszítmények elrendezése olyan ügyes, olyan egyensúlyozott, hogy a részletek kecse sohasem zavarja a bútor fővonalának harmóniáját. Minden bútora jól összeállított építészeti alkotmány, melynek egyes részei egymást kölcsönösen emelik. Önként érthető, hogy az ilyen bútor csak díszként szolgálhat, közönséges használatra nem alkalmas és nem is igen tartós.
A francia királyi paloták Boulle-féle bútorainak legnagyobb része szétszórodott a francia forradalom alatt és részint francia, részint idegen művészetkedvelők birtokába került. A Boulle neve alatt forgalomban levő darabok többnyire hamisítványok.

## Galéria
Boulle által készített bútordarabok:

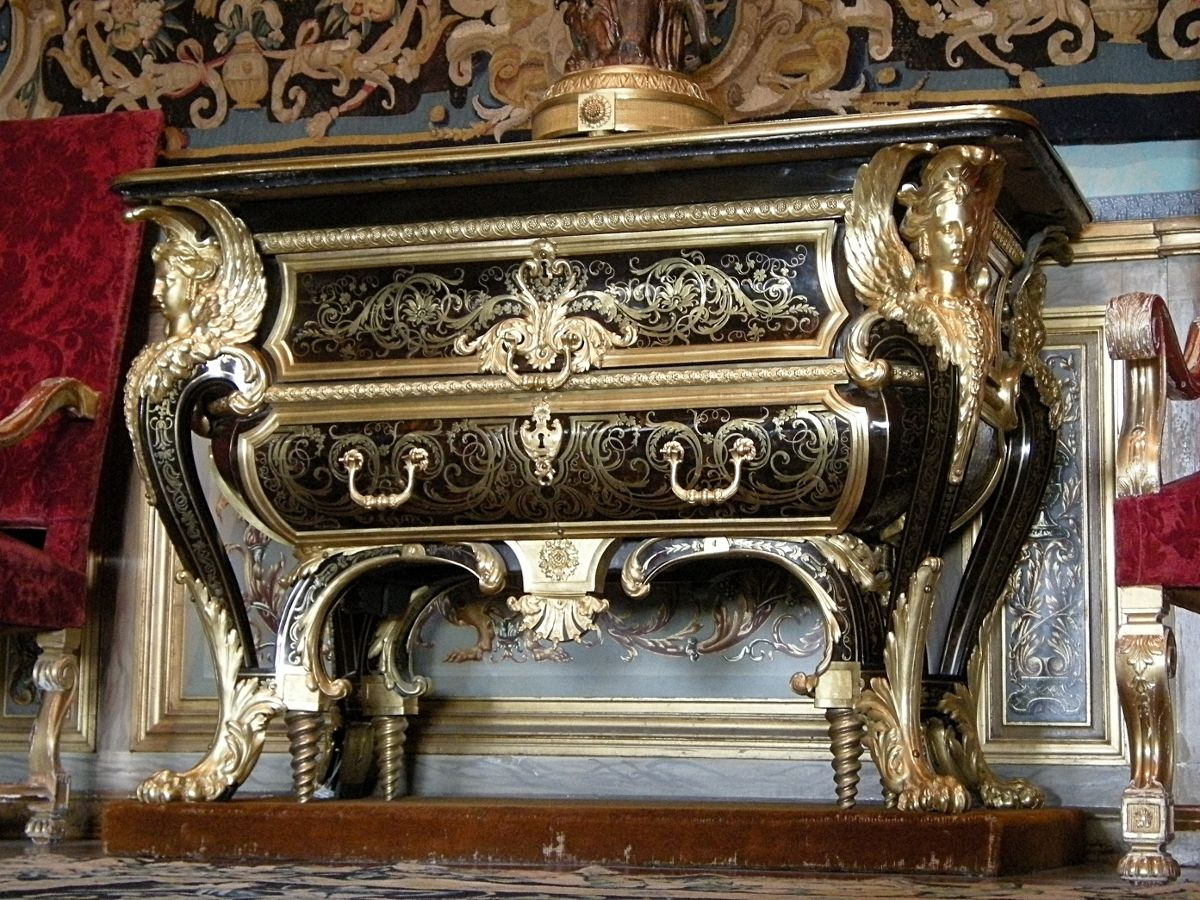
Komód
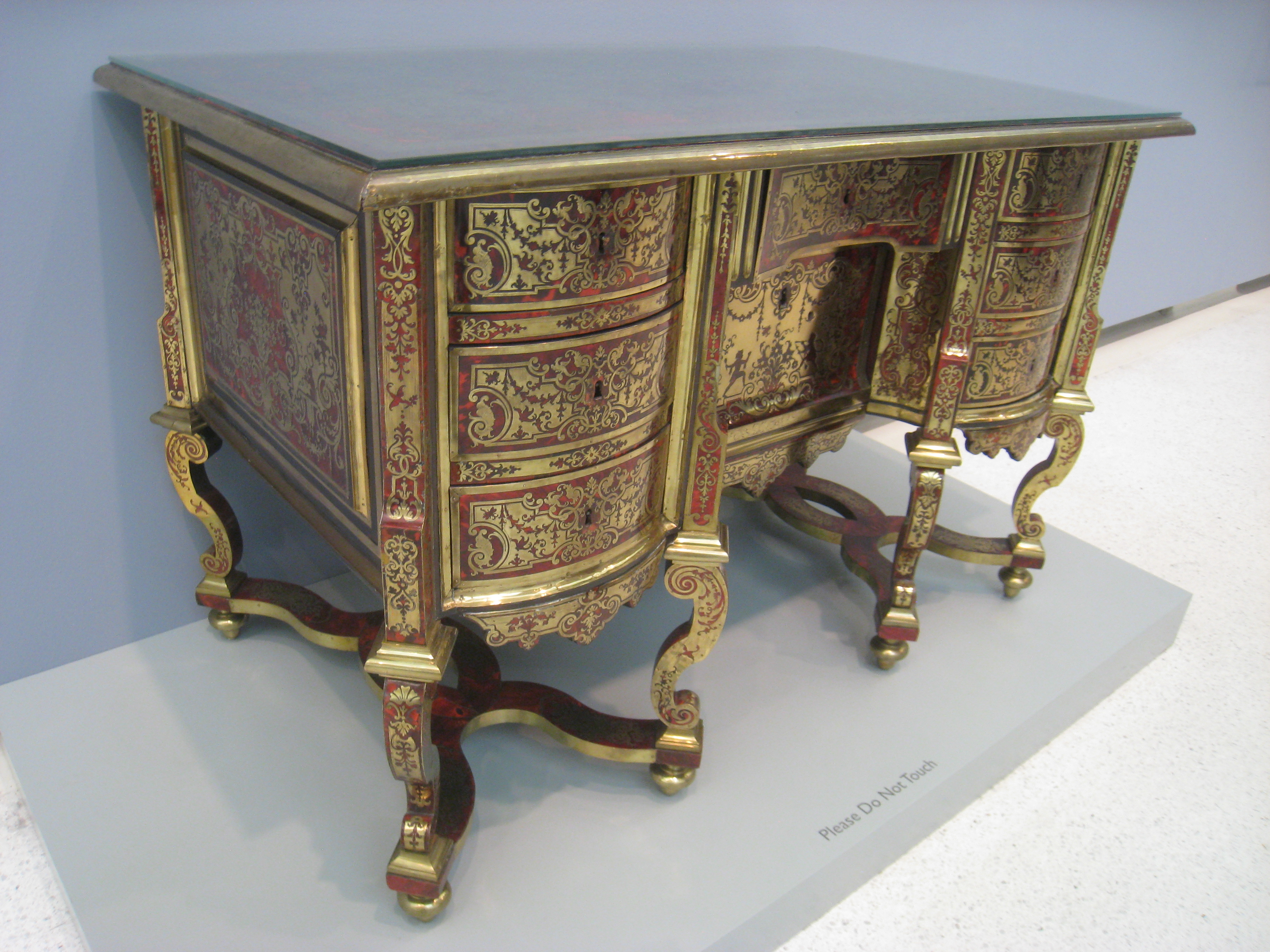
Íróasztal...
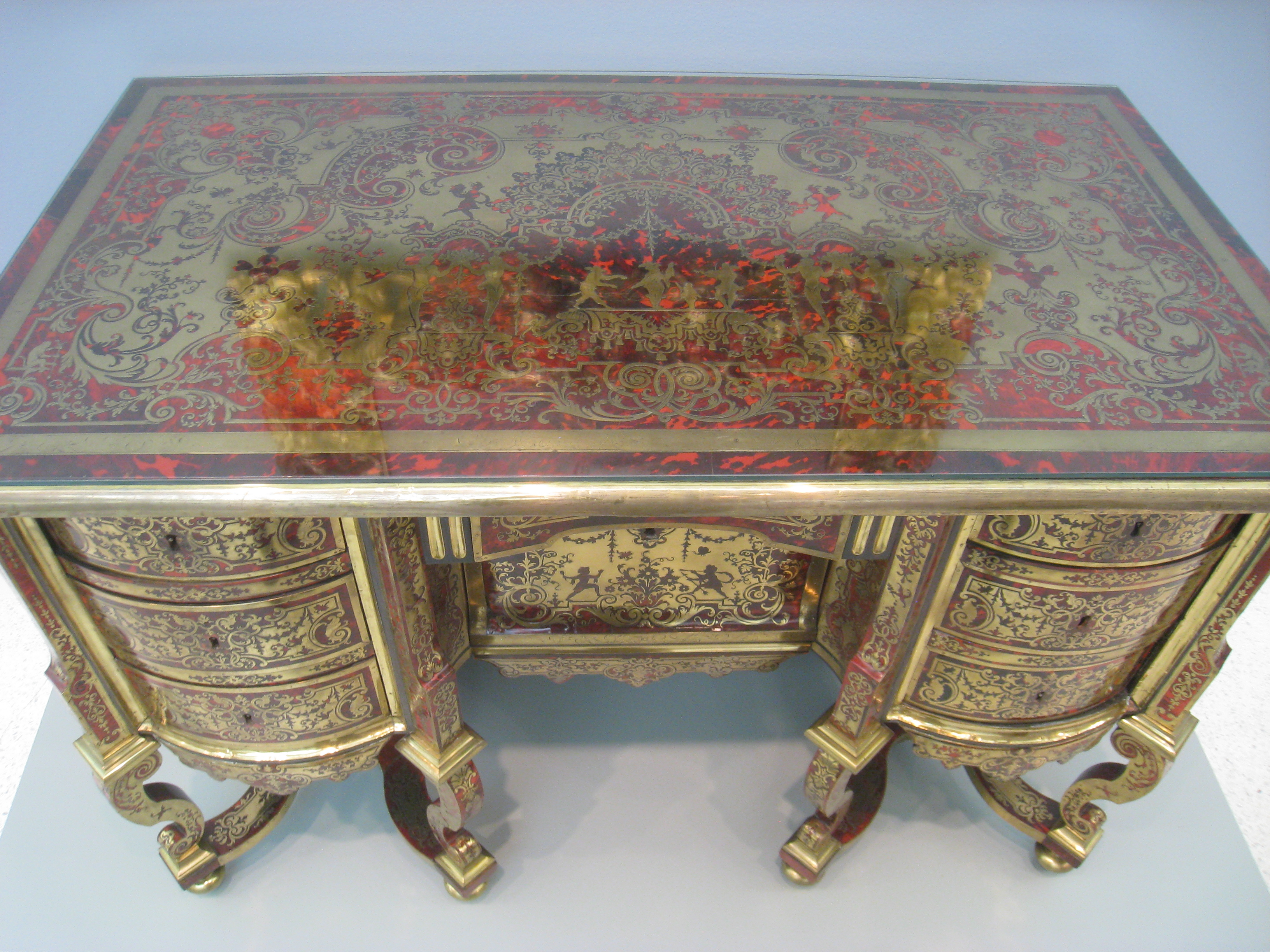
...és teteje
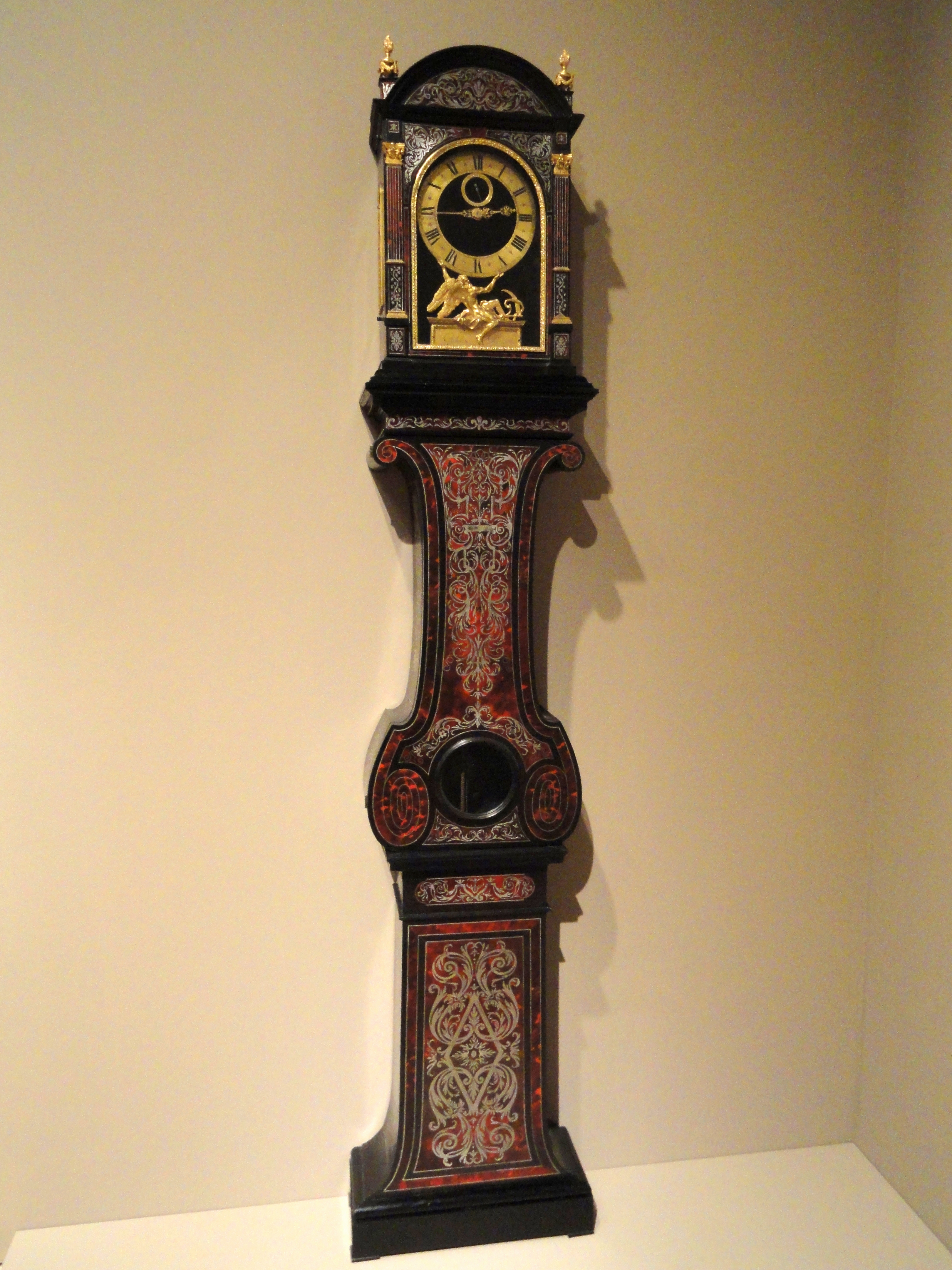
Állóóra 1674 környékéről